# Demografie Indiens

2017: Bevölkerungsstruktur von Indien

Laut der Volkszählung von 2011 lag die Einwohnerzahl Indiens bei 1.210.854.978 (1,2 Milliarden). Für 2022 wurde die Einwohnerzahl auf 1.417.173.170 Personen geschätzt. Allein der indische Bundesstaat Uttar Pradesh wäre mit seinen über 200 Millionen Einwohnern das sechstbevölkerungsreichste Land der Welt und ist die bevölkerungsreichste subnationale Entität. In Indien lebt damit ca. 18 % der Weltbevölkerung auf nur 2 % der weltweiten Landesfläche. Charakteristisch für Indiens Bevölkerungsstruktur ist ein relativ junges Durchschnittsalter. Das Medianalter der Bevölkerung wird für 2020 auf 28,4 Jahre geschätzt. Dies ist eine Folge der lange Zeit hohen Fertilitätsraten in Indien. Durch den besseren Zugang zu Verhütungsmitteln, gezielten Maßnahmen der Regierung zur Geburtenkontrolle und der gesellschaftlichen Modernisierung ist diese allerdings stark im Sinken begriffen. Die zusammengefasste Fruchtbarkeitsziffer pro Frau lag 2017 noch bei 2,2 Kindern und nähert sich damit dem Durchschnitt der Industrieländer an, wobei es starke Unterschiede zwischen einzelnen Regionen und gesellschaftlichen Gruppen im Land gibt. Im Jahr 1960 lag die Kinderzahl noch bei 5,9 pro Frau. Gleichzeitig sank die Kindersterblichkeit der unter 5-Jährigen in Indien von über 27 % kurz nach der Unabhängigkeit des Landes 1947 auf 3,9 % im Jahr 2015 und wird für 2020 auf 3,4 % geschätzt. Aufgrund der großen demografischen Dynamik in der Vergangenheit wächst die Bevölkerung trotz der sinkenden Fertilitätsrate weiter, was durch den hohen Anteil an jungen Menschen im gebärfähigen Alter verursacht wird. Indien überholte deshalb im Jahr 2023 die Volksrepublik China als einwohnerreichstes Land der Erde. Die mittlere Bevölkerungsprognose der Vereinten Nationen geht für Indien von einer Bevölkerung von 1,6 Milliarden im Jahr 2050 aus. Für die zweite Hälfte des 21. Jahrhunderts wird von einem Abflachen der Bevölkerungsdynamik ausgegangen und ein Rückgang der Bevölkerung prognostiziert.
Als Land von kontinentalem Ausmaß verfügt Indien über eine sehr große Vielfalt an ethnischen Gruppen, Sprachen, Kulturen, Bräuchen und Religionen, welche die jedes anderen unabhängigen Flächenstaates übertreffen. Das Land bildet keine homogene Einheit und ist damit eher mit den Kontinenten Afrika oder Europa als mit der Volksrepublik China vergleichbar, mit der Indien oft verglichen wird. Indien hat hunderte ethnische Gruppen und jede größere Religion ist vertreten, ebenso wie vier große Sprachfamilien (Indoeuropäische, Dravidische, Austroasiatische und Tibetobirmanische) sowie isolierte Sprachen und eine Vielzahl an regionalen Dialekten. Offiziell anerkannt sind in Indien 23 Sprachen, von denen am ehesten Englisch und Hindi eine überregionale Bedeutung zukommt. Weitere Komplexität ergibt sich aus den großen Unterschieden zwischen den Bevölkerungsgruppen in Bezug auf soziale Parameter wie Einkommen und Bildung. Die soziale Situation hat sich durch die Modernisierung und das wirtschaftliche Wachstum im heutigen Indien für große Teile der Bevölkerung verbessert, was sich auch in demografischen Indikatoren wie der steigenden Lebenserwartung und der sinkenden Kindersterblichkeit niederschlägt. Gleichzeitig ist Indien nach wie vor das Land mit der höchsten Anzahl an armen Personen sowie das Land mit der größten Zahl unterernährter Einwohner.
Eine Volkszählung zur Erfassung der Bevölkerung wird in Indien alle 10 Jahre durchgeführt. Die letzte Volkszählung fand im Jahre 2011 statt und die nächste war für das Jahr 2021 angesetzt, wurde aber aufgrund der COVID-19-Pandemie verschoben und ist nunmehr für 2026 geplant.

## Historische Entwicklung
Aufgrund seiner fruchtbaren Böden und fortgeschrittenen Zivilisation machte Indien bzw. Südasien in der gesamten Geschichte der Menschheit einen bedeutenden Anteil der Weltbevölkerung aus. Als älteste Zivilisation auf dem Subkontinent gilt die Indus-Kultur, welche auch als eine der ältesten Hochkulturen gilt. Sie entwickelte sich etwa in den Jahren 2800–1800 v. Chr. entlang des Indus im Nordwesten des indischen Subkontinents (vorwiegend heutiges Pakistan). Auch wenn es keine verifizierbaren Bevölkerungsschätzungen gibt, hat sie Überreste von großen Städten hinterlassen. Eine Änderung der Bevölkerungsstruktur ergab sich mit der Ankunft der Indoarier auf dem Subkontinent ca. 1500 v. Chr., welche den Beginn der Vedischen Zeit einläutete. In dieser Zeit wurde auch das Kastensystem eingeführt, welches Indiens Gesellschaft bis heute prägt. Inwieweit dieses auch auf ethnischen Kriterien zur Trennung von Indoariern und ursprünglicher Bevölkerung basiert, ist umstritten. In der heutigen Bevölkerung sind deshalb zwei dominante Abstammungslinien vorhanden: ANI (historische Nordinder) und ASI (historische Südinder). Während Gene der historischen Nordinder vorwiegend in höheren Kasten und bei den Sprechern indo-europäischer Sprachen vorkommen, sind die Gene der historischen Südinder vor allem in Südindien und unter den Sprechern dravidischer Sprachen verteilt. Während die Gene der ANI Verwandtschaft mit Völkern in Europa, dem Kaukasus und dem Naher Osten aufweisen, kommen die der ASI fast ausschließlich in Südasien vor.
Die meisten Schätzungen gehen von einer stetigen Steigerung der Bevölkerung auf dem indischen Subkontinent von der Ankunft der Indoarier bis zum Jahr 0 aus. Zu Beginn des ersten Jahrtausends lag die Bevölkerung in der mittleren Schätzung bei ca. 60 Millionen. Danach kam es zu einer Verlangsamung des Wachstums. Im frühen Mittelalter bis 1000 n. Chr. war die Bevölkerung weitgehend stagnant. Das Bevölkerungswachstum stieg dann im späten Mittelalter (während des Sultanats Delhi) zwischen 1000 und 1500. Eine rasche Bevölkerungsexpansion erlebte Indien während des Mogulreichs (16. bis 19. Jahrhundert) aufgrund von Agrarreformen, die die landwirtschaftliche Produktion intensivierten und einer Proto-Industrialisierung. Das Land erlebte neben dem wirtschaftlichen Aufschwung auch zunehmende Urbanisierung und ca. 15 % der Bevölkerung lebten im 19. Jahrhundert in Städten, was ein höherer Wert als im damaligen Westeuropa war. Für 1820 wird mit einer Bevölkerungszahl von ca. 200 Millionen auf dem indischen Subkontinent ausgegangen.
Während der britischen Herrschaft (ab 1857) und bereits zuvor unter dem Einfluss der Britischen Ostindien-Kompanie stagnierte der Anteil der Bevölkerung, welcher in Städten lebte. Das Bevölkerungswachstum war aufgrund der hohen Sterblichkeit und schlechter Lebensbedingungen relativ niedrig. Indien fiel damit im Vergleich zu den Weltregionen, welche in dieser Zeit ihre Industrialisierung erlebten, deutlich zurück. Unter der britischen Herrschaft kam es zudem immer wieder zu schweren Hungersnöten. Mit Beginn des 20. Jahrhunderts begann das Bevölkerungswachstum sich langsam dank besserer Lebensbedingungen zu beschleunigen. Die Bevölkerungszahl lag 1901 bei 293,6 Millionen und stieg bis 1941 auf 389,0 Millionen. Die durchschnittliche Lebenserwartung wurde für 1925 auf 27,6 Jahre geschätzt.
Die Unabhängigkeit Indiens erfolgte 1947. Der Subkontinent wurde in zwei Staaten aufgeteilt, den säkularen (Hindu‑)Staat Indien und den kleineren islamischen Staat Pakistan. Hierbei erfolgte eine Trennung anhand religiöser Kriterien ohne historischen Vorläufer. Bei der Schaffung der beiden Staaten kam es zu einem Bevölkerungsaustausch zwischen den beiden Staaten, bei der die hinduistische Bevölkerung Pakistans in Richtung Indien floh und Teile der muslimischen Bevölkerung nach Pakistan abwanderten, Hunderttausende wurden massakriert. Die erste Volkszählung im unabhängigen Indien 1951 ergab eine Einwohnerzahl von 361 Millionen. Nach der Unabhängigkeit erfolgte eine regelrechte Bevölkerungsexplosion in Indien. Als Gründe gelten die Bemühungen der Regierung, eine bessere Gesundheitsversorgung der Bevölkerung zu gewährleisten, während sich gleichzeitig kulturelle Vorstellungen über die traditionelle Großfamilie nur langsam änderten. Das Bevölkerungswachstum löste weit verbreitete Besorgnis vor Hungersnöten und Überbevölkerung aus. Dank der Grünen Revolution ab den 1960er Jahren konnte die Versorgungslage der Bevölkerung jedoch verbessert werden und diese weiter wachsen. Im Jahre 2000 überschritt die Einwohnerzahl von Indien schließlich die Marke von einer Milliarde. Mit Urbanisierung und besserer Bildung von Frauen begann das relative Bevölkerungswachstum allerdings zu fallen.

### Bevölkerungsschätzungen bis 1820
In der folgenden Tabelle sind Schätzungen für die Bevölkerung Indiens (einschließlich des heutigen Pakistan und Bangladeschs) bis 1820 aufgeführt.
| Jahr          | Maddison (2001) | Maddison (2001)          | Clark (1967) | Clark (1967)             | Biraben (1979) | Biraben (1979)           | Durand (1974) | Durand (1974)            | McEvedy (1978) | McEvedy (1978)           | Mittelwert  | Mittelwert               |
| Jahr          | Bevölkerung     | Wachstum pro Jahrhundert | Bevölkerung  | Wachstum pro Jahrhundert | Bevölkerung    | Wachstum pro Jahrhundert | Bevölkerung   | Wachstum pro Jahrhundert | Bevölkerung    | Wachstum pro Jahrhundert | Bevölkerung | Wachstum pro Jahrhundert |
| ------------- | --------------- | ------------------------ | ------------ | ------------------------ | -------------- | ------------------------ | ------------- | ------------------------ | -------------- | ------------------------ | ----------- | ------------------------ |
| 10000 v. Chr. | —               | —                        | —            | —                        | —              | —                        | —             | —                        | 100.000        | —                        | 100.000     | —                        |
| 4000 v. Chr.  | —               | —                        | —            | —                        | —              | —                        | —             | —                        | 1.000.000      | 3,9 %                    | 1.000.000   | 3,9 %                    |
| 2000 v. Chr.  | —               | —                        | —            | —                        | —              | —                        | —             | —                        | 6.000.000      | 9,4 %                    | 6.000.000   | 9,4 %                    |
| 500 v. Chr.   | —               | —                        | —            | —                        | —              | —                        | —             | —                        | 25.000.000     | 10 %                     | 25.000.000  | 10 %                     |
| 400 v. Chr.   | —               | —                        | —            | —                        | 30.000.000     | —                        | —             | —                        | 26.600.000     | 6,3 %                    | 28.300.000  | 13,2 %                   |
| 200 v. Chr.   | —               | —                        | —            | —                        | 55.000.000     | 35,4 %                   | —             | —                        | 30.000.000     | 6,3 %                    | 42.500.000  | 22,5 %                   |
| 1             | 75.000.000      | —                        | 70.000.000   | —                        | 46.000.000     | −9,3 %                   | 75.000.000    | —                        | 34.000.000     | 6,5 %                    | 60.000.000  | 18,8 %                   |
| 200           | 75.000.000      | 0 %                      | 72.500.000   | 1,7 %                    | 45.000.000     | −1,1 %                   | 75.000.000    | 0 %                      | 39.000.000     | 7,1 %                    | 61.300.000  | 1,1 %                    |
| 400           | 75.000.000      | 0 %                      | 75.000.000   | 1,7 %                    | 32.000.000     | −18,6 %                  | 75.000.000    | 0 %                      | 45.000.000     | 7,4 %                    | 60.400.000  | −0,7 %                   |
| 500           | 75.000.000      | 0 %                      | 75.000.000   | 0 %                      | 33.000.000     | 3,1 %                    | 75.000.000    | 0 %                      | 48.000.000     | 6,5 %                    | 61.200.000  | 1,3 %                    |
| 600           | 75.000.000      | 0 %                      | 75.000.000   | 0 %                      | 37.000.000     | 12,1 %                   | 75.000.000    | 0 %                      | 51.000.000     | 6,5 %                    | 62.600.000  | 2,3 %                    |
| 700           | 75.000.000      | 0 %                      | 75.000.000   | 0 %                      | 50.000.000     | 35,1 %                   | 75.000.000    | 0 %                      | 56.500.000     | 10,3 %                   | 66.300.000  | 5,9 %                    |
| 800           | 75.000.000      | 0 %                      | 75.000.000   | 0 %                      | 43.000.000     | −16,3 %                  | 75.000.000    | 0 %                      | 62.000.000     | 10,3 %                   | 66.000.000  | −0,5 %                   |
| 900           | 75.000.000      | 0 %                      | 72.500.000   | −3,5 %                   | 38.000.000     | −13,2 %                  | 75.000.000    | 0 %                      | 69.500.000     | 11,4 %                   | 66.000.000  | 0 %                      |
| 1000          | 75.000.000      | 0 %                      | 70.000.000   | −3,5 %                   | 40.000.000     | 5,3 %                    | 75.000.000    | 0 %                      | 77.000.000     | 11,4 %                   | 67.400.000  | 2,1 %                    |
| 1100          | 81.000.000      | 8 %                      | 72.500.000   | 3,5 %                    | 51.000.000     | 27,5 %                   | 81.300.000    | 8,4 %                    | 80.000.000     | 3,9 %                    | 73.200.000  | 8,6 %                    |
| 1200          | 87.500.000      | 8 %                      | 75.000.000   | 3,5 %                    | 65.100.000     | 27,5 %                   | 88.200.000    | 8,4 %                    | 83.000.000     | 3,8 %                    | 79.800.000  | 9 %                      |
| 1300          | 94.500.000      | 8 %                      | 75.000.000   | 0 %                      | 83.000.000     | 27,5 %                   | 95.700.000    | 8,4 %                    | 88.000.000     | 6 %                      | 87.200.000  | 9,3 %                    |
| 1400          | 102.000.000     | 8 %                      | 77.000.000   | 3,3 %                    | 88.800.000     | 7 %                      | 103.700.000   | 8,4 %                    | 94.000.000     | 6,8 %                    | 92.900.000  | 7 %                      |
| 1500          | 110.000.000     | 8 %                      | 79.000.000   | 3,3 %                    | 95.000.000     | 7 %                      | 112.500.000   | 8,4 %                    | 100.000.000    | 6,4 %                    | 99.300.000  | 7 %                      |
| 1600          | 135.000.000     | 22,8 %                   | 100.000.000  | 26,6 %                   | 145.000.000    | 52,6 %                   | 135.800.000   | 20,7 %                   | 130.000.000    | 30 %                     | 129.200.000 | 30,1 %                   |
| 1650          | 150.000.000     | 22,2 %                   | 150.000.000  | 125 %                    | 160.000.000    | 20,7 %                   | 149.100.000   | 20,7 %                   | 145.000.000    | 24,4 %                   | 150.800.000 | 36,2 %                   |
| 1700          | 165.000.000     | 22,2 %                   | 200.000.000  | 77,8 %                   | 175.000.000    | 20,7 %                   | 163.900.000   | 20,7 %                   | 160.000.000    | 21,8 %                   | 172.800.000 | 31,3 %                   |
| 1750          | 182.100.000     | 21,8 %                   | 200.000.000  | 0 %                      | 182.700.000    | 9 %                      | 180.000.000   | 20,7 %                   | 170.000.000    | 12,9 %                   | 183.000.000 | 12,1 %                   |
| 1800          | 200.900.000     | 21,8 %                   | 190.000.000  | −10,8 %                  | 190.700.000    | 9 %                      | —             | —                        | 185.000.000    | 18,4 %                   | 190.400.000 | 8 %                      |
| 1820          | 209.000.000     | 21,8 %                   | 190.000.000  | 0 %                      | 194.000.000    | 9 %                      | —             | —                        | 200.000.000    | 47,7 %                   | 198.300.000 | 22 %                     |

### Moderne Volkszählungen 1871 bis 2011
Folgende Volkszählungsergebnisse gelten von 1871 bis 1891 für Britisch-Indien und ab 1901 für die heutige Republik Indien in ihren aktuellen Grenzen.
| Zensusjahr | Bevölkerung   | Wachstum (%) |
| ---------- | ------------- | ------------ |
| 1871       | 238.831.000   | –            |
| 1881       | 253.896.000   | 6,3          |
| 1891       | 287.223.000   | 13,1         |
| 1901       | 238.396.327   | –            |
| 1911       | 252.093.390   | 5,8          |
| 1921       | 251.321.213   | −0,3         |
| 1931       | 278.977.238   | 11,0         |
| 1941       | 318.660.580   | 14,2         |
| 1951       | 361.088.090   | 13,3         |
| 1961       | 439.234.771   | 21,5         |
| 1971       | 548.159.652   | 24,8         |
| 1981       | 683.329.097   | 24,7         |
| 1991       | 846.421.039   | 23,9         |
| 2001       | 1.028.737.436 | 21,5         |
| 2011       | 1.210.854.977 | 17,7         |

## Demografische Indikatoren

### Geburten und Todesfälle

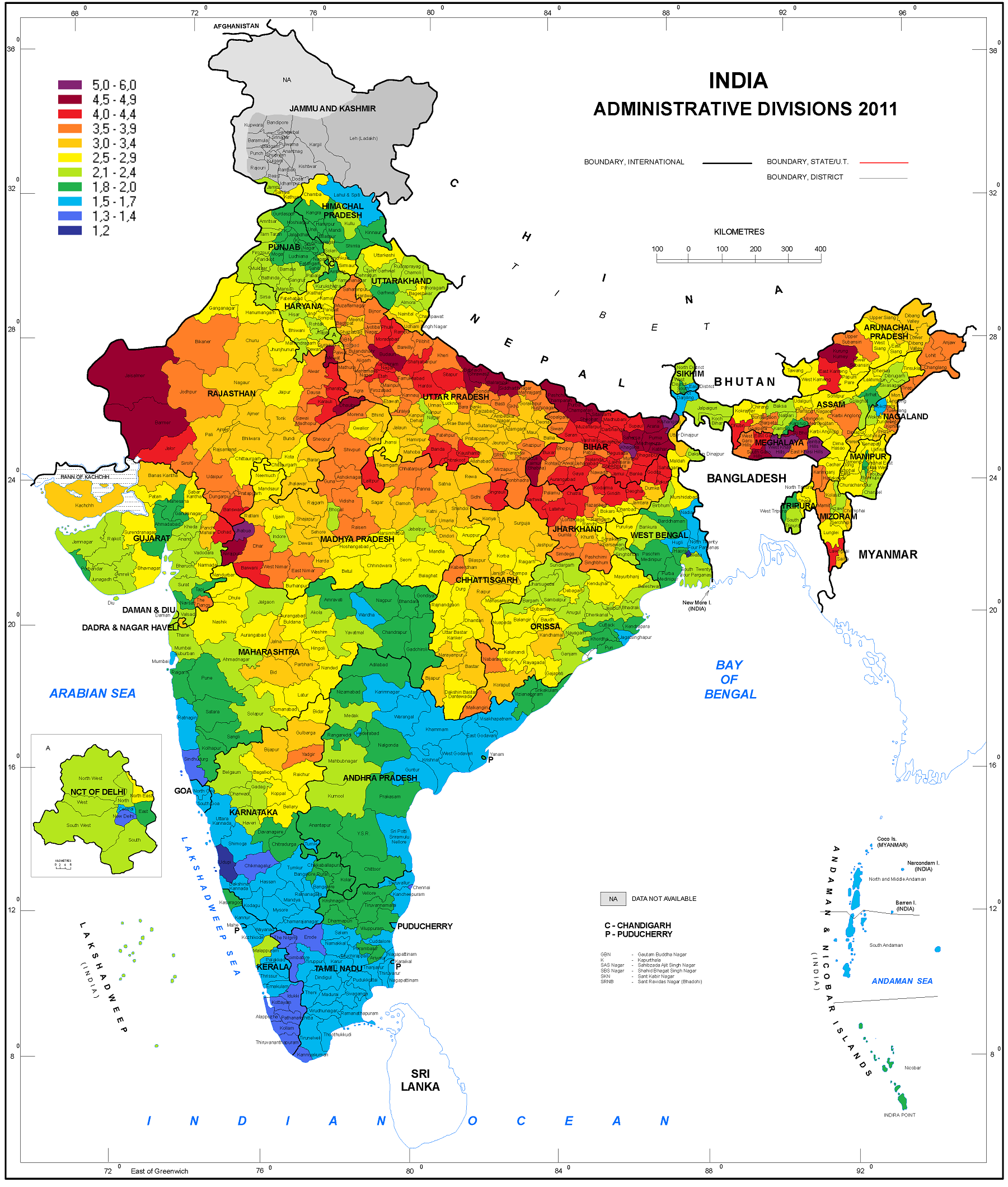
2011: Fertilitätsrate in Indien nach Distrikt

Typisch für Entwicklungs- und viele Schwellenländer übersteigt die Anzahl der Geburten die der Todesfälle deutlich. Dies liegt vorwiegend an dem niedrigen Durchschnittsalter der Bevölkerung und einer Fertilität, die noch leicht über dem Ersatzniveau von 2,1 Kindern pro Frau liegt. Knapp jedes fünfte Kind weltweit wird damit in Indien geboren und Indien ist das Land mit dem weltweit höchsten natürlichen Geburtenüberschuss. Indien ist auch global das Land mit den meisten Kindern und Jugendlichen, was eine erhebliche Herausforderung für das Bildungs- und Sozialsystem darstellt. Die Kindersterblichkeit konnte über die Zeit deutlich zurückgedrängt werden. Dennoch starben zwischen 2015 und 2020 geschätzt knapp 6,2 Millionen Kinder unter 5 Jahren.
| Periode   | Anzahl Geburten | Anzahl Geburten je 1000 Personen | Anzahl Todesfälle | Anzahl Todesfälle je 1000 Personen | Fertilität pro Frau | Kindersterblichkeit je 1000 Geburten |
| --------- | --------------- | -------------------------------- | ----------------- | ---------------------------------- | ------------------- | ------------------------------------ |
| 1950–1955 | 85.614.000      | 43,6                             | 51.953.000        | 26,4                               | 5,90                | 271                                  |
| 1955–1960 | 91.482.000      | 42,5                             | 50.661.000        | 23,6                               | 5,90                | 250                                  |
| 1960–1965 | 98.225.000      | 41,4                             | 49.564.000        | 20,9                               | 5,89                | 232                                  |
| 1965–1970 | 104.822.000     | 39,8                             | 48.413.000        | 18,4                               | 5,72                | 218                                  |
| 1970–1975 | 113.184.000     | 38,4                             | 47.377.000        | 16,1                               | 5,41                | 202                                  |
| 1975–1980 | 121.169.000     | 36,7                             | 46.431.000        | 14,0                               | 4,97                | 178                                  |
| 1980–1985 | 131.823.000     | 35,5                             | 46.995.000        | 12,7                               | 4,68                | 153                                  |
| 1985–1990 | 136.793.000     | 33,0                             | 47.921.000        | 11,6                               | 4,27                | 134                                  |
| 1990–1995 | 137.918.000     | 30,0                             | 46.721.000        | 10,2                               | 3,83                | 116                                  |
| 1995–2000 | 139.249.000     | 27,6                             | 45.914.000        | 9,1                                | 3,48                | 99                                   |
| 2000–2005 | 139.071.000     | 25,2                             | 46.147.000        | 8,4                                | 3,14                | 81                                   |
| 2005–2010 | 135.812.000     | 22,8                             | 46.484.000        | 7,8                                | 2,80                | 65                                   |
| 2010–2015 | 124.420.000     | 19,6                             | 46.199.000        | 7,3                                | 2,40                | 49                                   |
| 2015–2020 | 121.189.000     | 18,0                             | 48.673.000        | 7,2                                | 2,24                | 36                                   |

### Ethnische Gruppen und Sprachen

Die Sprachfamilien Indiens

Dominante Sprache in Indien

Ethnische Grenzen und Identitäten sind in Indien komplex und können miteinander verwoben sein. Laut dem CIA World Fact Book gehören 72 % der Bevölkerung den Indoarien an, welche damit die Mehrheitsbevölkerung ausmachen und sich in verschiedene ethnolinguistische Gruppen wie u. a. Hindustani, Panjabi, Bengalen oder Marathen einteilen lassen und den Norden und das Zentrum des Landes besiedeln. Die Draviden haben einen Anteil von 25 % der Bevölkerung und sprechen dravidische Sprachen. Zu ihnen gehören u. a. die Tamilen, Telugu und Malayali. Die Draviden besiedeln den Süden Indiens und verfügen über eine eigene kulturelle Identität. Die Regionalpartei Dravida Munnetra Kazhagam forderte sogar einen unabhängigen Dravidenstaat Dravida Nadu. Knapp 3 % der Bevölkerung zählen zu den sonstigen Gruppen, darunter viele Völker in Nordostindien, welche Verwandtschaft zu den südostasiatischen Völkern aufweisen und die Bevölkerung von Ladakh, welche den Tibetern nahesteht. Eine weitere Minderheit sind die Anglo-Inder, welche aus Verbindungen von britischen Kolonialbeamten mit einheimischen Frauen hervorgegangen sind. Knapp 9 % der Bevölkerung gehört der Stammesbevölkerung an, auch Adivasi genannt. Kasten stellen keine ethnischen Gruppen dar, allerdings wird die kastenlose und unterkastige Bevölkerung in Volkszählungen erfasst. Die benachteiligten Scheduled Castes stellten 2011 16,6 % der Gesamtbevölkerung. Die indische Gesellschaft differenziert auch heute noch häufig nach Kategorien wie Sprache, Ethnie, Religion, Kaste oder auch Hautfarbe.
In Indien gibt es mehrere hundert Muttersprachen, einschließlich größerer Dialekte sogar mehr als tausend, welche verschiedenen Sprachfamilien angehören und von denen manche zudem eigene Schriftsysteme besitzen. SIL International listet 415 Sprachen in Indien auf. 24 dieser Sprachen werden von mehr als einer Million Muttersprachlern und 114 von mehr als 10.000 Muttersprachlern gesprochen. Einige der gelisteten Sprachen sind vom Aussterben bedroht. Offiziell anerkannt sind 23 Sprachen, von denen Englisch und Hindi als Nationalsprachen dienen. Weitere anerkannte Sprachen sind Asamiya, Bengalisch, Bodo, Dogri, Gujarati, Kannada, Kashmiri, Konkani, Maithili, Malayalam, Marathi, Meitei, Nepali, Oriya, Panjabi, Santali, Sanskrit, Sindhi, Tamil, Telugu und Urdu. Die Grenzen der 28 Bundesstaaten Indiens sind nach linguistischen Kriterien gezogen und Mehrsprachigkeit ist die Regel. Hindi, welches keinerlei Ähnlichkeit mit den südindischen Sprachen besitzt, ruft als Amtssprache vor allem in Südindien Widerstand hervor. Deshalb dient das Englische, welches durch die britischen Kolonialherren in Indien eingeführt wurde, oft als Brückensprache zwischen Leuten aus verschiedenen Regionen. Trotz der starken Präsenz von Englisch als Bildungssprache beherrschen allerdings nur knapp 10 % der Bevölkerung die Sprache.
| Sprache    | Sprachfamilie  | Erstsprecher | Erstsprecher      | Zweitsprache Sprecher | Drittsprache Sprecher | Gesamtsprecher | Gesamtsprecher    |
| Sprache    | Sprachfamilie  | Anzahl       | % der Bevölkerung | Zweitsprache Sprecher | Drittsprache Sprecher | Insgesamt      | % der Bevölkerung |
| ---------- | -------------- | ------------ | ----------------- | --------------------- | --------------------- | -------------- | ----------------- |
| Hindi      | Indoeuropäisch | 528.347.193  | 43,63 %           | 139.207.180           | 24.160.696            | 691.347.193    | 57,09 %           |
| Englisch   | Indoeuropäisch | 259.678      | 0,02 %            | 83.125.221            | 45.993.066            | 129.259.678    | 10,67 %           |
| Bengalisch | Indoeuropäisch | 97.237.669   | 8,03 %            | 9.037.222             | 1.008.088             | 107.237.669    | 8,85 %            |
| Marathi    | Indoeuropäisch | 83.026.680   | 6,86 %            | 12.923.626            | 2.966.019             | 99.026.680     | 8,18 %            |
| Telugu     | Dravidisch     | 81.127.740   | 6,70 %            | 11.946.414            | 1.001.498             | 94.127.740     | 7,77 %            |
| Tamil      | Dravidisch     | 69.026.881   | 5,70 %            | 6.992.253             | 956.335               | 77.026.881     | 6,36 %            |
| Urdu       | Indoeuropäisch | 50.772.631   | 4,19 %            | 11.055.287            | 1.096.428             | 62.772.631     | 5,18 %            |
| Gujarati   | Indoeuropäisch | 55.492.554   | 4,58 %            | 4.035.489             | 1.007.912             | 60.492.554     | 4,99 %            |
| Kannada    | Dravidisch     | 43.706.512   | 3,61 %            | 14.076.355            | 993.989               | 58.706.512     | 4,84 %            |
| Oriya      | Indoeuropäisch | 37.521.324   | 3,10 %            | 4.972.151             | 31.525                | 42.551.324     | 3,51 %            |
| Panjabi    | Indoeuropäisch | 33.124.726   | 2,74 %            | 2.300.000             | 720.000               | 36.074.726     | 2,97 %            |
| Malayalam  | Dravidisch     | 34.838.819   | 2,88 %            | 499.188               | 195.885               | 35.538.819     | 2,93 %            |

### Religion

Größte Religion in Indien nach Distrikt, 2011:
Hindus
Muslime
Christen
Sikhs
Buddhisten
Andere

Indien ist der Entstehungsort mehrerer bedeutender geistig-religiöser Traditionen. Religionen, die in Indien entstanden sind, sind der Hinduismus, Buddhismus, Jainismus und der Sikhismus. Das Christentum kam wahrscheinlich bereits kurz nach Christi Tod in Indien an und das Land hat einige der ältesten christlichen Gemeinschaften der Welt. Der Islam verbreitete sich durch arabische Händler und verschiedene Großreiche, welche lange Zeit große Teile des indischen Subkontinents beherrschten. Die Religionen verteilen sich nach der Volkszählung 2011 wie folgt: 79,8 % Hindus, 14,2 % Muslime, 2,3 % Christen, 1,7 % Sikhs, 0,7 % Buddhisten, 0,4 % Jainas und 0,7 % andere (zum Beispiel traditionelle Adivasi-Religionen, Bahai oder Parsen). Insgesamt 0,2 % der Inder gaben bei der Volkszählung keine Religionszugehörigkeit an bzw. gaben an, ohne Religion zu sein. Ein großer Teil der hinduistischen Bevölkerung der Welt lebt damit in Indien. Hindus bilden in fast allen Teilen des Landes eine Mehrheit mit Ausnahme von Jammu und Kashmir, in denen Muslime, und Teile des Nordostens, in denen Christen die Mehrheit bilden. Auf dem indischen Subkontinent leben auch die meisten Muslime der Welt. Etwa ein Drittel aller Muslime stammt aus Südasien. Bis 2050 soll die muslimische Bevölkerung Indiens auf 311 Millionen anwachsen und Indonesien übertreffen, um die weltweit größte muslimische Bevölkerung zu werden, obwohl Indien eine hinduistische Mehrheit behalten wird (von ca. 77 %). Die christliche Bevölkerung von ca. 30 Millionen ist konzentriert in Südindien (Kerala) und dem Nordosten. Sikhs leben zu einem großen Teil im Bundesstaat Punjab. Der Buddhismus, welcher einst die dominante Religion darstellte, hat heute nur noch eine kleine im Land verstreute Anhängerschaft.
Bei der sozioökonomischen Situation gibt es bedeutende Unterschiede zwischen religiösen Gruppen. So haben Muslime die niedrigste Alphabetisierungsrate unter den Religionsgruppen, während Jainas die Höchste aufweisen. Bei Hindus und Sikhs ist das Geschlechterverhältnis besonders unausgeglichen, was auf die Abtreibung oder Tötung von weiblichen Säuglingen hindeutet.
| Gruppe                     | Anteil 1951 | Anteil 1961 | Anteil 1971 | Anteil 1981 | Anteil 1991 | Anteil 2001 | Anteil 2011   |
| -------------------------- | ----------- | ----------- | ----------- | ----------- | ----------- | ----------- | ------------- |
| Hinduismus                 | 84,10 %     | 83,45 %     | 82,73 %     | 82,30 %     | 81,53 %     | 80,46 %     | 79,80 %       |
| Islam                      | 9,80 %      | 10,69 %     | 11,21 %     | 11,75 %     | 12,61 %     | 13,43 %     | 14,23 %       |
| Christentum                | 2,30 %      | 2,44 %      | 2,60 %      | 2,44 %      | 2,32 %      | 2,34 %      | 2,30 %        |
| Sikhismus                  | 1,79 %      | 1,79 %      | 1,89 %      | 1,92 %      | 1,94 %      | 1,87 %      | 1,72 %        |
| Buddhismus                 | 0,74 %      | 0,74 %      | 0,70 %      | 0,70 %      | 0,77 %      | 0,77 %      | 0,70 %        |
| Jainismus                  | 0,46 %      | 0,46 %      | 0,48 %      | 0,47 %      | 0,40 %      | 0,41 %      | 0,37 %        |
| Zoroastrismus              | 0,13 %      | 0,09 %      | 0,09 %      | 0,09 %      | 0,08 %      | 0,06 %      | nicht gezählt |
| andere oder keine Religion | 0,43 %      | 0,43 %      | 0,41 %      | 0,42 %      | 0,44 %      | 0,72 %      | 0,90 %        |

### Bevölkerungsverteilung

Bevölkerungsdichte der indischen Bundesstaaten

2018 betrug die Bevölkerungsdichte des Landes 455 Personen pro Quadratkilometer an Landfläche. Die Bevölkerungsdichte liegt damit deutlich über dem weltweiten Durchschnitt und dem fast aller europäischer Länder einschließlich der Niederlande. Indiens hohe Bevölkerungsdichte wird historisch durch seine fruchtbaren Böden ermöglicht. 2016 waren 52,6 % der Landesfläche Ackerflächen, was zu den weltweit höchsten Werten gehört. Regional ist die Bevölkerungsdichte jedoch sehr unterschiedlich. Sie ballt sich vor allem in fruchtbaren Landstrichen wie der Gangesebene, Westbengalen und Kerala, während der Himalaya, die Berggegenden des Nordostens sowie trockenere Regionen in Rajasthan und auf dem Dekkan nur eine geringe Besiedlungsdichte aufweisen. Die Wüste Thar von Rajasthan ist dennoch die am dichtesten besiedelte Wüste der Welt.
Indische Bundesstaaten und Unionsterritorien nach ihrer Einwohnerzahl je Quadratkilometer. Die Daten sind Ergebnisse der Volkszählung 2011.
| Rang | Bundesstaat                              | Fläche in km² | Einwohnerzahl | Einwohner je km² |
| ---- | ---------------------------------------- | ------------- | ------------- | ---------------- |
| -    | Delhi                                    | 1.483         | 16.787.941    | 11.320 Ew./km²   |
| -    | Chandigarh                               | 114           | 1.055.450     | 9.258 Ew./km²    |
| -    | Puducherry                               | 492           | 1.244.464     | 2.547 Ew./km²    |
| -    | Lakshadweep                              | 32            | 64.429        | 2.149 Ew./km²    |
| 1    | Bihar                                    | 94.165        | 103.804.637   | 1.106 Ew./km²    |
| 2    | Westbengalen                             | 88.752        | 91.347.736    | 1.028 Ew./km²    |
| -    | Dadra und Nagar Haveli und Daman und Diu | 603           | 585.764       | 971 Ew./km²      |
| 3    | Kerala                                   | 38.863        | 33.387.677    | 860 Ew./km²      |
| 4    | Uttar Pradesh                            | 240.928       | 199.812.341   | 829 Ew./km²      |
| 5    | Haryana                                  | 44.212        | 25.353.081    | 573 Ew./km²      |
| 6    | Tamil Nadu                               | 130.058       | 72.138.958    | 555 Ew./km²      |
| 7    | Punjab                                   | 50.362        | 27.704.236    | 551 Ew./km²      |
| 8    | Jharkhand                                | 79.714        | 32.988.134    | 414 Ew./km²      |
| 9    | Assam                                    | 78.438        | 31.169.272    | 398 Ew./km²      |
| 10   | Goa                                      | 3.702         | 1.457.723     | 394 Ew./km²      |
| 11   | Maharashtra                              | 307.713       | 112.372.972   | 365 Ew./km²      |
| 12   | Tripura                                  | 10.486        | 3.671.032     | 350 Ew./km²      |
| 13   | Karnataka                                | 191.791       | 61.130.704    | 319 Ew./km²      |
| 14   | Andhra Pradesh                           | 162.968       | 49.386.799    | 310 Ew./km²      |
| 14   | Telangana                                | 112.077       | 35.286.757    | 310 Ew./km²      |
| 16   | Gujarat                                  | 196.244       | 60.383.628    | 308 Ew./km²      |
| 17   | Odisha                                   | 155.707       | 41.947.358    | 270 Ew./km²      |
| 18   | Madhya Pradesh                           | 308.352       | 72.597.565    | 236 Ew./km²      |
| -    | Jammu und Kashmir                        | 42.241        | 12.258.433    | 207 Ew./km²      |
| 19   | Rajasthan                                | 342.239       | 68.621.012    | 200 Ew./km²      |
| 20   | Chhattisgarh                             | 135.191       | 25.540.196    | 189 Ew./km²      |
| 20   | Uttarakhand                              | 53.483        | 10.116.752    | 189 Ew./km²      |
| 22   | Meghalaya                                | 22.429        | 2.964.007     | 132 Ew./km²      |
| 23   | Himachal Pradesh                         | 55.673        | 6.864.602     | 123 Ew./km²      |
| 24   | Nagaland                                 | 16.579        | 1.980.602     | 119 Ew./km²      |
| 25   | Manipur                                  | 22.327        | 2.721.756     | 115 Ew./km²      |
| 26   | Sikkim                                   | 7.096         | 607.688       | 86 Ew./km²       |
| 27   | Mizoram                                  | 21.081        | 1.091.014     | 52 Ew./km²       |
| -    | Andamanen und Nikobaren                  | 8.249         | 379.944       | 46 Ew./km²       |
| 28   | Arunachal Pradesh                        | 83.743        | 1.382.611     | 17 Ew./km²       |
| -    | Ladakh                                   | 59.146        | 274.289       | 5 Ew./km²        |
|      | Indien                                   | 3.287.263     | 1.210.193.422 | 382 Ew./km²      |

### Migration

#### Auswanderung

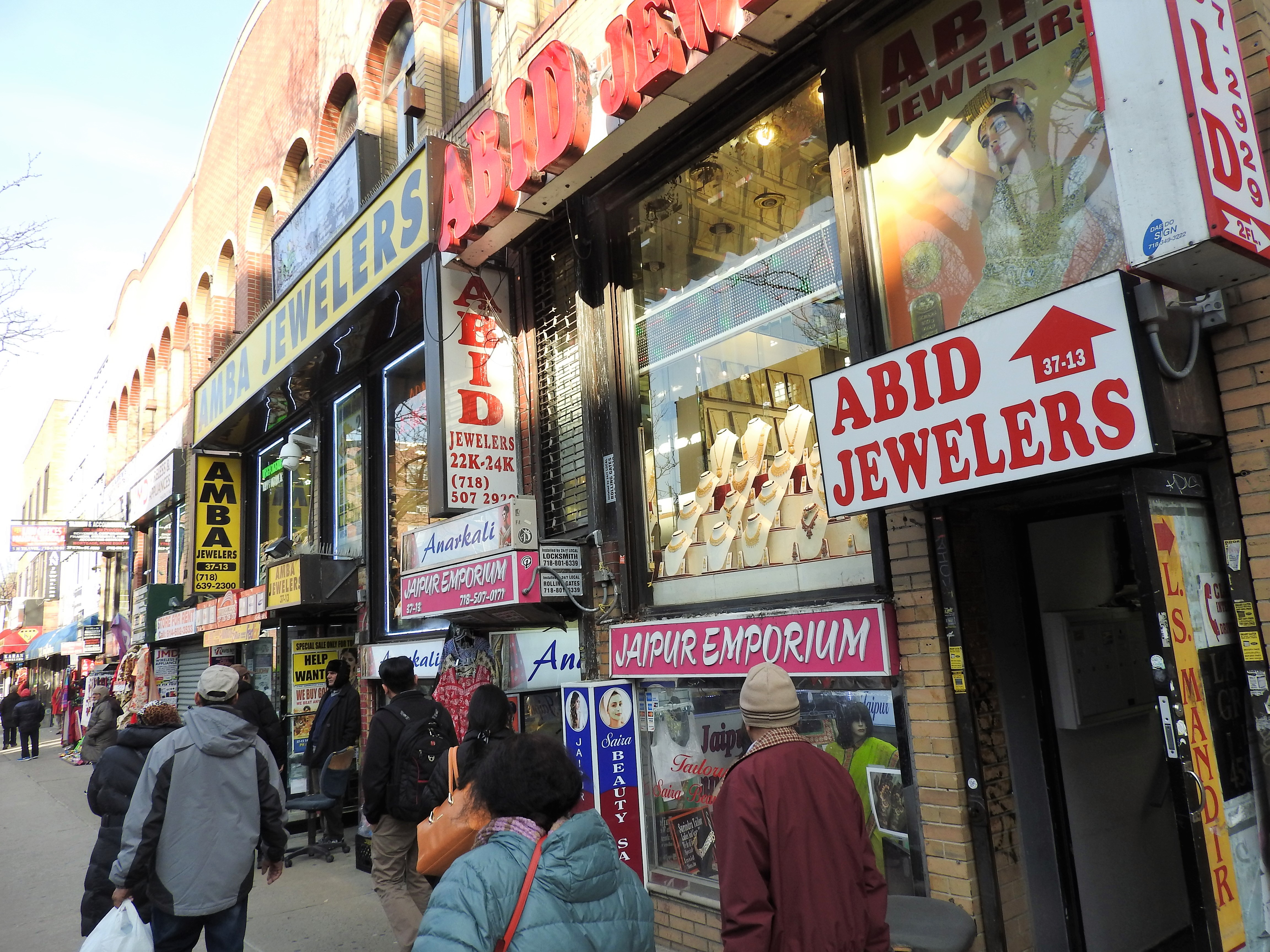
Little India in Queens, New York City

Auswanderer und ihre Nachfahren werden in Indien als Non-resident Indian und Person of Indian Origin (NRI) bezeichnet. Nach Angaben der Hauptabteilung Wirtschaftliche und Soziale Angelegenheiten der Vereinten Nationen, welches nur Migranten in Übersee mit Indien als Geburtsland zählt, umfassten die Inder 2019 die weltweit größte Diaspora der Welt mit über 17,5 Millionen (6,4 % der globalen Migranten oder 0,4 % der indischen Bevölkerung). Ausgenommen davon sind die in anderen Nationen lebenden Personen indischer Abstammung der zweiten oder dritten Generation. Einschließlich Personen mit indischer Abstammung wird die Größe der Diaspora 2018 sogar auf ca. 31 Millionen Menschen geschätzt. Die Emigration hat in Indien eine lange Geschichte. Die europäischen Roma und Sinti stammen ursprünglich aus Indien und wanderten aus dem nordwestlichen Indien vor etwa 1.500 Jahren nach Europa ein. Während der britischen Kolonialzeit siedelten die Briten nach der Abschaffung der Sklaverei massenhaft Inder als billige Arbeitskräfte in ihren Kolonien in Asien, Afrika und der Karibik an. Zu den Ländern, die deshalb heute einen bedeutenden Anteil an indischstämmiger Bevölkerung haben, zählen Guyana, Suriname, Trinidad und Tobago, Mauritius, Fidschi, Seychellen, Südafrika, Sri Lanka, Malaysia und Singapur. Nach der Unabhängigkeit des Landes verließen Inder ihr Heimatland, um im Vereinigten Königreich zu arbeiten, wo sie als Arbeitskräfte gebraucht wurden. 2011 lebten hier knapp 1,5 Millionen Personen indischer Abstammung, was 2,3 % der Bevölkerung waren. Die indische Diaspora hat die hinduistische Religion, die Kultur des Subkontinents und ihre Küche in aller Welt verbreitet. In verschiedenen Ländern Afrikas spielt sie zudem eine wichtige wirtschaftliche Rolle. In den 1970er Jahren ließ Ugandas Diktator Idi Amin die gesamte dort ansässige indische Bevölkerung ausweisen, da ihre starke ökonomische Position für Unmut in der lokalen Bevölkerung sorgte. Die Ausweisung beschädigte die Wirtschaft von Uganda stark. In jüngerer Zeit sind viele Personen als Arbeitsmigranten in die arabischen Golfstaaten migriert. Oft sind diese dort auch Opfer von Ausbeutung geworden. Viele Hochqualifizierte wandern dagegen in die Vereinigten Staaten, Kanada, Großbritannien, Australien oder die Europäische Union aus, was den Mangel an Fachkräften und Ärzten im Land verstärkt. Gleichzeitig sind ihre Geldüberweisungen für die in der Heimat lebenden Angehörigen oft überlebenswichtig.
| Rang | Land                         | Anzahl     |
| ---- | ---------------------------- | ---------- |
| 1    | Vereinigte Staaten           | 4.460.000  |
| 2    | Vereinigte Arabische Emirate | 3.104.586  |
| 3    | Malaysia                     | 2.987.950  |
| 4    | Saudi-Arabien                | 2.814.568  |
| 5    | Myanmar                      | 2.008.991  |
| 6    | Vereinigtes Königreich       | 1.825.000  |
| 7    | Sri Lanka                    | 1.614.000  |
| 8    | Südafrika                    | 1.560.000  |
| 9    | Kanada                       | 1.016.185  |
| 10   | Kuwait                       | 929.903    |
|      | Gesamt                       | 30.995.729 |

#### Einwanderung
Ab 2017 leben in Indien etwa 5,2 Millionen Einwanderer. Damit hat Indien die zwölftgrößte Einwandererbevölkerung der Welt. Die überwiegende Mehrheit der indischen Einwanderer stammt aus Nachbarländern wie Bangladesch (3,1 Millionen), Pakistan (1,1 Millionen), Nepal (540.000) und Sri Lanka (150.000). Eine bedeutende Einwanderungswelle erlebte das Land während der Teilung Indiens, im Zuge derer ein Großteil der Hindus aus Pakistan nach Indien flüchtete. Seitdem war Indien vorwiegend ein Auswanderungsland und nur 0,4 % der Bevölkerung waren 2018 im Ausland geboren, was ein vergleichsweise niedriger Wert ist. Neben der regulären Migration soll es allerdings auch zu erheblicher illegaler Migration nach Indien gekommen sein. Schätzungen gehen von bis zu 20 Millionen illegalen Einwanderern allein aus dem benachbarten Bangladesch aus.

### Lebenserwartung

2011–2016: Lebenserwartung in Indien

Die Lebenserwartung lag während der Zeit von Britisch-Indien die meiste Zeit bei unter 30 Jahren und begann erst ab den 1920er Jahren spürbar zu steigen. Bei der Unabhängigkeit des Landes lag sie bei ca. 35 Jahren. Seitdem hat sich die durchschnittliche Lebenserwartung nahezu verdoppelt und lag zwischen 2013 und 2017 bei 69,1 Jahren. Für Frauen lag die Lebenserwartung bei 70,4 und bei Männern bei 67,8 Jahren. Verantwortlich für die Steigerung der Lebenserwartung waren eine bessere medizinische Versorgung, steigende Einkommen und bessere Lebensverhältnisse seit der Unabhängigkeit des Landes. Die Lebenserwartung kann regional sehr unterschiedlich sein. So lag sie in dem relativ hochentwickelten Bundesstaat Kerala von 2010 bis 2014 bei 74,9 Jahren und im armen Madhya Pradesh bei 64,2 Jahren. Eine Anomalie in Indien war, dass für lange Zeit Mädchen eine kürzere Lebenserwartung hatten als Jungen, was weltweit nahezu einzigartig war. Inzwischen haben Mädchen Jungen allerdings bei der Lebenserwartung überholt. Der Abstand zwischen den Geschlechtern ist allerdings immer noch ungewöhnlich niedrig, was ein Resultat von Geschlechterdiskriminierung sein könnte.
Lebenserwartung von 1881 bis 1950
| Jahre                     | 1881 | 1891 | 1901 | 1905 | 1911 | 1915 | 1921 | 1925 | 1931 | 1935 | 1941 | 1950 |
| ------------------------- | ---- | ---- | ---- | ---- | ---- | ---- | ---- | ---- | ---- | ---- | ---- | ---- |
| Lebenserwartung in Indien | 25,4 | 24,3 | 23,5 | 24,0 | 23,2 | 24,0 | 24,9 | 27,6 | 29,3 | 31,0 | 32,6 | 35,4 |

Lebenserwartung seit 1950
| Zeitraum  | Lebenserwartung in Jahren | Zeitraum  | Lebenserwartung in Jahren |
| --------- | ------------------------- | --------- | ------------------------- |
| 1950–1955 | 36,6                      | 1985–1990 | 56,7                      |
| 1955–1960 | 39,7                      | 1990–1995 | 59,2                      |
| 1960–1965 | 42,7                      | 1995–2000 | 61,6                      |
| 1965–1970 | 46,0                      | 2000–2005 | 63,5                      |
| 1970–1975 | 49,4                      | 2005–2010 | 65,5                      |
| 1975–1980 | 52,5                      | 2010–2015 | 67,8                      |
| 1980–1985 | 54,9                      | 2015–2020 | 69,3                      |

### Urbanisierung
Die Verstädterung in Indien begann sich nach der Unabhängigkeit zu beschleunigen, da das Land eine gemischte Wirtschaft einführte, aus der die Entwicklung des Privatsektors hervorging. Die Urbanisierung findet in Indien relativ schnell statt. Der Volkszählung von 1901 zufolge betrug der Anteil der in städtischen Gebieten lebenden Bevölkerung 11,4 %. Diese Zahl stieg nach der Volkszählung von 2001 auf 28,53 % und nach der Volkszählung von 2011 auf 31,16 %. 2017 stieg die Zahl nach Angaben der Weltbank auf 34 %. Damit leben über 460 Millionen Menschen in indischen Städten, was die zweitgrößte städtische Bevölkerung hinter der Volksrepublik China ist. Bis 2030 könnte die Rate auf bis zu 40 % ansteigen. Durch dieses schnelle Wachstum sehen sich viele Städte in Indien vor enorme Herausforderungen gestellt. Probleme sind Überbevölkerung, Verkehrschaos, Umweltverschmutzung, Slumbildung und soziale Konflikte, welche religiöser oder ethnischer Natur sein können und durch die Veränderung in der Bevölkerungszusammensetzung in den Städten befeuert werden.
Aufgrund von urbanem Wachstum sind in Indien mehrere Megastädte entstanden. Insgesamt gibt es über 60 Agglomerationen mit mehr als einer Million Einwohnern. Die beiden größten Agglomerationen nach Einwohnerzahl waren 2010 Delhi (30,2 Mio.) und Mumbai (20,4 Mio.) Laut Prognosen wird Delhi bis 2030 Tokio als größte Metropolregion der Welt ablösen. Folgende Tabelle zeigt die Entwicklung der Einwohnerzahlen der 10 größten städtischen Agglomerationen (in Tausend Personen) in Indien laut Schätzungen der UN:
| Rang 2020 | Agglomeration         | Bevölkerung 1950 | Bevölkerung 1970 | Bevölkerung 1990 | Bevölkerung 2000 | Bevölkerung 2010 | Bevölkerung 2020 |
| --------- | --------------------- | ---------------- | ---------------- | ---------------- | ---------------- | ---------------- | ---------------- |
| 1         | Delhi                 | 1.369            | 3.351            | 9.384            | 15.692           | 21.988           | 30.291           |
| 2         | Mumbai                | 3.089            | 6.413            | 12.355           | 16.147           | 18.257           | 20.411           |
| 3         | Kalkutta              | 4.604            | 7.329            | 10.974           | 13.097           | 14.003           | 14.850           |
| 4         | Bangalore (Bengaluru) | 746              | 1.615            | 4.043            | 5.581            | 8.296            | 12.327           |
| 5         | Chennai               | 1.491            | 3.044            | 5.332            | 6.593            | 8.506            | 10.971           |
| 6         | Hyderabad             | 1.096            | 1.748            | 4.193            | 5.650            | 7.531            | 10.004           |
| 7         | Ahmedabad             | 855              | 1.695            | 3.547            | 4.815            | 6.250            | 8.059            |
| 8         | Surat                 | 234              | 477              | 1.466            | 2.706            | 4.445            | 7.185            |
| 9         | Pune                  | 581              | 1.105            | 2.430            | 3.667            | 4.960            | 6.629            |
| 10        | Jaipur                | 294              | 616              | 1.478            | 2.258            | 2.996            | 3.909            |

### Geschlechterverhältnis

2011: Geschlechterverteilung in Indien

Indien verfügt über eine unausgeglichene Geschlechterverteilung, die durch einen großen Männerüberschuss charakterisiert ist. Laut der Volkszählung von 2011 kamen auf 1000 Männer nur 943 Frauen. Bei Kindern kamen auf 1000 Jungs sogar nur 919 Mädchen, womit sich die Rate seit der Volkszählung 2001, wo sie bei 927 lag, noch verschlechtert hat. Insgesamt lag der Männerüberschuss bei 63 Millionen, was als ein Grund für zunehmende sexuelle Gewalt gesehen wird. Bereits die Volkszählungen unter britischer Herrschaft zeigten einen konstanten Männerüberschuss. Es war weit verbreitet, Mädchen nach der Geburt zu töten, um später keinen Brautpreis bezahlen zu müssen, und da es eine starke kulturelle Präferenz für Jungen gab. Inzwischen werden Mädchen häufig vor der Geburt abgetrieben, obwohl die Regierung die Feststellung des Geschlechts eines Kindes mit Ultraschallgeräten während der Schwangerschaft inzwischen verboten hat. Ein Verbot, das allerdings nur unzureichend durchgesetzt wird.
Beim Geschlechtsverhältnis zeigt sich, dass es vor allem in den nördlichen Bundesstaaten Indiens unausgeglichen ist und dort besonders bei konservativen Hindus und Sikhs. Die Bundesstaaten mit dem größten Männerüberschuss waren Haryana (879 Frauen pro 1000 Männer), Punjab (895 Frauen pro 1000 Männer) und Uttar Pradesh (912 Frauen pro 1000 Männer). In Teilen von Ost- und Südindien war die Situation dagegen weniger unausgeglichen. Der einzige Staat mit einem Frauenüberschuss war das südlich gelegene Kerala.

### Soziale Lage
Indien hat es dank eines schnellen wirtschaftlichen Wachstums geschafft, einen signifikanten Prozentsatz seiner Bevölkerung aus der Armut zu befreien, aber viele leben immer noch darin. Der Index der multidimensionalen Armut hat sich zwischen 2005/2006 und 2015/2016 fast halbiert und ist von 54,7 % auf 27,5 % gesunken. Insgesamt sind damit 271 Millionen Menschen der Armut entkommen. Laut einer Erhebung aus dem Jahre 2011 leben 21,2 % der Bevölkerung von weniger als 1,90 US-Dollar in Kaufkraftparität pro Tag (extreme Armut). Über 60 % hatten ein tägliches Einkommen von weniger als 3,20 US-Dollar pro Tag. Ende 2019 wurde der Anteil der Personen in extremer Armut auf weniger als 3 % geschätzt, was die Fortschritte belegt. Dennoch ist der Anteil der Menschen in relativer Armut weiterhin hoch und soziales Elend ist weit verbreitet. Die Regierung Indiens garantiert ein soziales Sicherheitsnetz sowie Bildung und Gesundheitsversorgung, welche allerdings unter chronischer Unterfinanzierung leiden. So gibt es im ganzen Land staatliche Krankenhäuser und Gesundheitsstationen, welche allerdings oft nicht mit medizinischen Geräten oder Personal ausgestattet sind. Da nur 1 % der Bevölkerung Steuern zahlen, sind viele soziale Leistungen nicht finanzierbar. So betrugen die öffentlichen Ausgaben für Gesundheit 2018 nur 1,58 % der Wirtschaftsleistung.
Bei der Grundschulbildung hat das Land große Fortschritte gemacht und inzwischen werden über 90 % der Kinder eingeschult. Allerdings krankt auch das nach britischem Vorbild organisierte Bildungswesen an Unterfinanzierung. Obwohl das Land die weltweit größte Anzahl an Schulkindern hat, lagen die öffentlichen Ausgaben für Bildung 2013 bei 3,8 % der Wirtschaftsleistung und damit unter dem weltweiten Durchschnitt. Die meisten indischen Schulen haben einen extrem niedrigen Standard und die britische Zeitschrift The Economist beschreibt das Bildungssystem Indiens als „eines der schlechtesten der Welt“. Es leidet unter zu großen Klassen, schlechter technischer Ausstattung, veralteten Lehrmethoden und der häufigen Abwesenheit von Lehrern. Die beiden Staaten Haryana und Tamil Nadu, welche im indischen Vergleich als führend gelten, nahmen 2012 an dem internationalen Schulvergleich PISA teil und belegten den zweitletzten Platz.
Laut einem Bericht der UN waren 2019 in Indien 194,4 Millionen Menschen unterernährt, dies ist 14,5 % der Bevölkerung in Indien. 51,4 % der Frauen im gebärfähigen Alter zwischen 15 und 49 Jahren sind anämisch. Weiterhin sind dem Bericht zufolge 37,9 % der Kinder unter fünf Jahren in Indien zu klein für ihr Alter. Auch hier wurden Fortschritte erzielt: 2005 lag der Anteil der Unterernährung noch bei über 22 % der Bevölkerung und das Land produziert inzwischen Nahrungsmittelüberschüsse. Als Grund für die verbreitete Unterernährung von Kindern gelten nicht nur ein Mangel an Nahrungsmitteln, sondern auch schlechte hygienische Verhältnisse. Als Resultat gehört die Bevölkerung des Landes zu denen mit der geringsten Durchschnittsgröße. Bis vor kurzem hatte ein großer Teil der Bevölkerung keinerlei Zugang zu Toiletten. Ein Programm der Regierung namens Swachh Bharat Abhiyan (Deutsch: Sauberes Indien) ab 2014 hat die Lage inzwischen verbessert.
Weitere soziale Probleme in Indien sind Arbeitslosigkeit bzw. Unterbeschäftigung, Obdachlosigkeit, hohe soziale Ungleichheit, Umweltverschmutzung, Analphabetismus und Slumbildung in Städten. Die meisten Personen sind sehr anfällig für Schwankungen in der gesamtwirtschaftlichen Lage. Die meisten der über 450 Millionen Arbeitnehmer in Indien arbeiten im informellen Sektor in der Landwirtschaft oder als Tagelöhner. Diese verfügen meist über keine Sozialversicherung, Rentenansprüche oder ausreichende Arbeitssicherheit. Über 90 % der Bevölkerung verfügen über ein Vermögen von weniger als 10.000 US-Dollar, weshalb eine Krankheit oder ein Unfall oft existenzbedrohend sind. Bis zu 50 % der arbeitsfähigen Bevölkerung sind zudem außerhalb des Arbeitsmarktes und die Erwerbsbeteiligung von Frauen ist niedrig.
Bei der sozialen Entwicklung zeigen sich große regionale Unterschiede zwischen den Regionen Indiens sowie zwischen städtischen und ländlichen Regionen. Als besonders entwickelt hinsichtlich Alphabetisierung und Einkommen gelten die Gebiete im äußersten Süden des Landes (Kerala und Tamil Nadu), im äußersten Norden (Delhi, Haryana, Himachal Pradesh) und das industrielle Zentrum Maharashtra. Als rückständig gelten dagegen die BIMARU-Staaten (Bihar, Madhya Pradesh, Rajasthan und Uttar Pradesh) und der geographisch isolierte Nordosten Indiens.

### Alphabetisierung

2011: Alphabetisierung in Indien

Kurz nach der Unabhängigkeit des Landes konnte weniger als ein Fünftel der Bevölkerung Lesen und Schreiben. Durch steigende Grundschulbildung und Alphabetisierungsprogramme stieg sie danach kontinuierlich an. Besonders große Erfolge erzielte dabei der Bundesstaat Kerala. Bei der Volkszählung 2011 war die Alphabetisierung schließlich auf über 74 % gestiegen. Bei Jugendlichen zwischen 15 und 24 lag sie 2018 bei 91,7 %. Es gibt nach wie vor eine Lücke bei der Lesefähigkeit zwischen Männern und Frauen, da Mädchen in Dörfern oft keine Schulbildung erhalten haben. Ähnliche Lücken gibt es bei der Alphabetisierung zwischen Land- und Stadtbevölkerung.
Die folgende Liste zeigt die indienweite Entwicklung der Alphabetisierung von 1951 bis 2011. Im Jahre 1901 konnten 5,1 % der Bevölkerung Lesen und Schreiben, ein Anteil, der bis 1941 auf 16,1 % stieg.
| Jahr | Alphabetisierung (Gesamt) | Alphabetisierung (Männer) | Alphabetisierung (Frauen) |
| ---- | ------------------------- | ------------------------- | ------------------------- |
| 1951 | 18,33 %                   | 21,16 %                   | 8,86 %                    |
| 1961 | 28,30 %                   | 40,40 %                   | 15,35 %                   |
| 1971 | 34,45 %                   | 45,96 %                   | 21,97 %                   |
| 1981 | 43,57 %                   | 56,38 %                   | 29,76 %                   |
| 1991 | 52,21 %                   | 64,13 %                   | 39,29 %                   |
| 2001 | 64,83 %                   | 75,26 %                   | 53,67 %                   |
| 2011 | 74,04 %                   | 82,14 %                   | 65,46 %                   |